# Euceros latitarsus
Euceros latitarsus är en stekelart som beskrevs av Barron 1978. Euceros latitarsus ingår i släktet Euceros och familjen brokparasitsteklar. Inga underarter finns listade i Catalogue of Life.